# Rejon narowelski
Rejon narowelski (biał. Нараўлянскі раён) – rejon w południowo-wschodniej Białorusi, w obwodzie homelskim. Leży na terenie dawnego powiatu rzeczyckiego.